# 神路通り

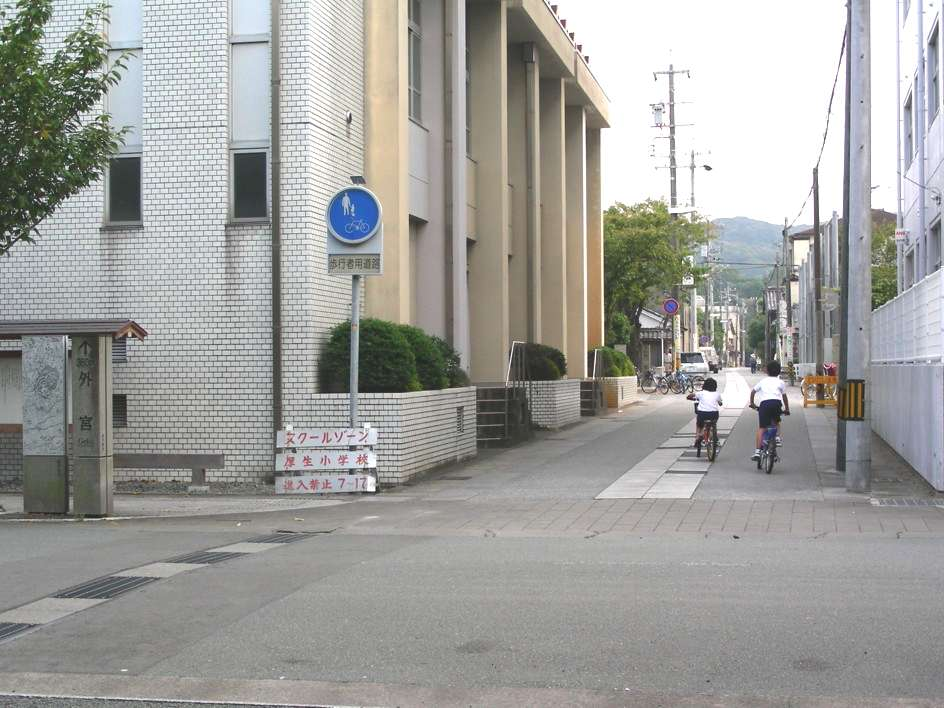
神路通り越しに高倉山を望む

神路通り（かみじどおり）は三重県伊勢市内の市道である。

## 路線データ
- 起点：三重県伊勢市豊川町279番地 豊受大神宮（外宮）北御門
- 終点：三重県伊勢市宮後一丁目3番19号 月夜見宮
- 延長：0.350km

## 概要
外宮の北御門（きたみかど）から月夜見宮までの、幅員4m程度の1直線の道は「神が通る道」とされ、「神路通り（かみじどおり）」と呼ばれる。総延長は約350mである。夜更けに月夜見尊が境内の石垣の1つを白馬に変え、豊受大神のもとへ通う道とされる。そのため地域では、神路通りの中央を歩くことを避けてきた。また中央部の舗装の色は、側部とは異なっている。通り沿いには切妻造の民家が連なる。
神路通りは第二次世界大戦以前は大通りに分類されたが、自動車が通行するにはやや狭く、両脇の伊勢市立厚生小学校校舎と同校体育館の間を多数の児童が横断するため、厚生小学校付近は平日昼間は自動車通行禁止とされている。
2006年4月13日に行なわれた第62回式年遷宮御木曳初式では、外宮と外宮の境内別宮へ用材を奉納する他の6奉曳団は外宮北御門前の交差点を右折したが、月夜見宮へ向かう八日市場奉曳団は反対方向へ左折し、神路通りを経て月夜見宮へ用材を奉納した。